# Scaldis en Antverpia
Scaldis en Antverpia, Latijn voor Schelde en Antwerpen, werd in 1609 vervaardigd door de Brabantse barokschilder Abraham Janssens in opdracht van de Antwerpse stadsmagistraat. Het paneel behoort tot de collectie van het Koninklijk Museum voor Schone Kunsten Antwerpen.

## Context
Abraham Janssens kreeg in 1608 van de stadsmagistraat de opdracht om een schilderij te maken voor op de schouw van de Statenkamer in het Antwerpse stadhuis. Daar zouden gezanten van de Verenigde Provinciën en de Spaanse Nederlanden vredesonderhandelingen voeren. Uiteindelijk zou het overleg leiden tot het Twaalfjarig Bestand tussen de Noordelijke en de Zuidelijke Nederlanden. Het stadsbestuur wou via Scaldis en Antverpia de onderhandelaars aansporen om de Schelde opnieuw open te stellen voor de scheepvaart. De welvaart van de stad was hier namelijk afhankelijk van.
Tegenover dit schilderij hing een meesterwerk van Peter Paul Rubens. Deze Antwerpse meester was net teruggekeerd uit Italië. Hij kreeg voor zijn schilderij 1800 gulden. Dat was meer dan het dubbele van dat van Janssens (750 gulden) en bij uitbreiding meer dan het dubbele van wat de stad ooit eerder aan een schilderij had besteed. De Aanbidding door de koningen ging de confrontatie aan met dit hoogtepunt uit Janssens oeuvre, en volgens sommigen zelfs met kunstenaar.
De confrontatie van de twee meesterwerken werd steeds gezien als een duel tussen de schilders. Die vermeende rivaliteit verwoordde Arnold Houbraken (1718-21) ook in zijn Groote Schouburgh. Daarin schetst de auteur een visie op Janssens die compleet tegenover die van de vlijtige Rubens staat. Janssens "ging met zyn nieuwe vrouw dagelyks om een wandeling, en koesterde de ledigheid, die hem als de motte verteerde, waar door zyn huisgezin in slegten staat, eindelyk tot armoede verviel, terwyl hy met een berooit hoofd omzwervende, troost zocht in de herbergen, en de zwarigheid met den drank afspoelde."
Indien deze artistieke strijd tussen twee kunstenaars zich al afgespeeld zou hebben, dan was deze zeer ongelijk. Scaldis en Antverpia is een hoogtepunt in Janssens' oeuvre, maar de Aanbidding van Rubens betekende slechts het begin van zijn loopbaan. Deze zou het kunstleven in de Scheldestad enorm transformeren. Niettemin behoorde Janssens op het moment van de bestelling tot de belangrijkste schilders van Antwerpen. Het is dan ook logisch dat de stadsmagistraat hem deze opdracht toevertrouwde.
Het paneel wordt door historici en kunstwetenschappers gezien als een politiek-historisch document. Zowel de bestelling als de iconografie van dit allegorische schilderij verwijst naar de vredesonderhandelingen voor het Twaalfjarig Bestand.

## Beschrijving
De stadsmaagd Antverpia wordt door de riviergod Scaldis een hoorn des overvloeds aangereikt. Uit deze cornucopia vallen stukken groenten en fruit, die de vorm van een menselijk gezicht aannemen. Het visuele grapje van de kunstenaar herinnert de toeschouwer aan Giuseppe Arcimboldo.
De oude god leunt op een amfora. Daaruit stroomt het water van de Schelde, een duidelijke verwijzing naar zijn persoonlijkheid. Abraham Janssens baseerde zich voor zijn compositie op Michelangelo’s Schepping van Adam. Deze schilderde zijn karakters net zoals Janssens solide en robuust. Het felle licht dat donkere schaduwen werpt, doet daarnaast denken aan Caravaggio.